# Fonteia (cràter)
Fonteia és un cràter amb coordenades planetocèntriques de -51.07 ° de latitud nord i 295.28 ° de longitud est, sobre la superfície de l'asteroide del cinturó principal (4) Vesta. Fa 20.61 km de diàmetre. El nom adoptat com a oficial per la UAI el 21 de novembre de 2012, i fa referència a una verge vestal romana.